# Nogal de las Huertas
Nogal de las Huertas est une commune espagnole, de la province de Palencia, dans la communauté autonome de Castille-et-León.

## Patrimoine
- Le monastère de San Salvador est le plus ancien monument d’Art roman de la province de Palencia. Il a été construit en 1063 pour la comtesse Elvira Sánchez. Les voûtes se sont désormais effondrées et peu à peu la végétation a envahi ce qui restait de l'édifice. Le sol n'existe plus, à l’exception d’une section pavée dans l'allée latérale de l'Évangile. Des réparations d'urgence ont été entreprises mais elles ont été insuffisantes à prévenir d'autres glissements de terrain. Les accès ont été dégagés. Le monastère est inscrit sur la Lista roja de patrimonio en peligro (la liste rouge du patrimoine en danger) de la fondation Hispania Nostra[1].
- D'anciennes salles de classe ont été réhabilitées et transformées en église.

## Autres projets
- Nogal de las Huertas sur Commons